# Hedgpethia eleommata
Hedgpethia eleommata is een zeespin uit de familie Colossendeidae. De soort behoort tot het geslacht Hedgpethia. Hedgpethia eleommata werd in 1998 voor het eerst wetenschappelijk beschreven door Child. 